# Alejandro Sinibaldi
Alejandro Jorge Sinibaldi Aparicio (Mazatenango, Guatemala, 22 de noviembre de 1970) es un político corrupto y empresario guatemalteco. Fue director del Instituto Guatemalteco de Turismo en 2003 y diputado por el  Congreso de la República de Guatemala en el periodo de 2008-2012 con el Partido Patriota. Fue ministro de Comunicaciones, Infraestructura y Vivienda en el gobierno del general Otto Pérez Molina hasta septiembre de 2014, y llegó a ser candidato presidencial para las elecciones de 2015. A doce días de la convocatoria a elecciones generales, Alejandro Sinibaldi anunció su retiro del Partido Patriota (PP), la cual habría sido provocada por la vicepresidenta Roxana Baldetti y los últimos escándalos de corrupción. Actualmente Sinibaldi es acusado de corrupción al haber recibido más de Q100 millones en sobornos. Prófugo de la justicia guatemalteca desde el 11 de julio del 2016, ha acumulado seis órdenes de captura en su contra. La más reciente petición de detención fue girada el 9 de septiembre de 2019 por un caso de desvío de fondos del proyecto Transurbano. Se entregó a la justicia mexicana y capturado por la Interpol un 28 de agosto de 2020, guarda prisión desde esa fecha.

## Biografía
Nació en Mazatenango el 22 de noviembre de 1970, es el primero de cuatro hijos, hijo de Roberto Sinibaldi Fahsen y Regina Aparicio. Estudió la primaria en el Colegio de la Juventud en Mazatenango y la secundaria en el colegio Liceo Javier, de la Ciudad de Guatemala, obteniendo el diploma de Bachiller en Ciencias y Letras en 1988. Sinibaldi Aparicio estudió en la Universidad Rafael Landívar, pero por sus labores empresariales ya no pudo concluir su grado.

## Experiencia Profesional

### Empresarial
Su experiencia se divide en dos áreas, la primera es la Empresarial,  a los 31 años fue director de la Fundación de Hotelereos (FUNGUAT) por dos años. En 2004 se convierte en el director del Instituto Guatemalteco de Turismo (INGUAT), desde las que diseñó e implementó políticas que lograron que durante su gestión, Guatemala incrementara a un millón el número de turistas en el país; donde se ha destacado como presidente y fundador de empresas en el área de hotelería, turismo, publicidad, producción, servicios, agricultura y ganadería.

### Política
La segunda es el área política, inicia hace más de 10 años, cuando conoce a Otto Pérez Molina y junto a otros colaboradores ayuda a fundar el Partido Patriota, del cual es Secretario General Adjunto. En el proceso de las elecciones generales de 2007 se desempeñó como Jefe de Campaña, y llevó a esta agrupación a un segundo lugar en los comicios generales. 
Fungió en el Congreso de la República de Guatemala como diputado por Listado Nacional del Partido Patriota, donde integró las Comisiones de Finanzas Públicas, Economía, Comercio Exterior, Turismo, Legislación y Puntos Constitucionales. Asimismo, fue Presidente de las Comisiones de Energía y Minas (2008 y 2010) y de la Comisión de Defensa al Usuario y el Consumidor (2009).
Impulsó iniciativas de Ley dentro de las que destacan: 
- Incentivos para el Desarrollo de Proyectos de Energía Renovable.
- Ley de Creación del Fondo Minero Nacional
- Ley de Incentivos a las Comunidades que Crea el Fondo Nacional de Generación Eléctrica de la Explotación de Recursos Renovables.
- Iniciativa para el Delito de Turismo
- Fondo Petrolero Nacional FONPETROL
- Ley de Generación Eléctrica FONGER

### Elecciones generales de 2015
Alejandro Sinibaldi, exministro de Comunicaciones, Infraestructura y Vivienda después de su renuncia como candidato presidencial del PP estuvo por un tiempo en busca de una alianza de partidos.  A principios de mayo de 2015 se supo que iba a participar en la contienda electoral postulado por la agrupación política Movimiento Reformador, ya que el secretario general de ese partido, Raúl Vigil, por todos los medios de comunicación invitó a Sinibaldi a participar por el MR.   Pero en medio de rumores de que habría abandonado el país, el 3 de junio Sinibaldi anunció que estaba en Guatemala, pero que no iba a participar en los comicios del 6 de septiembre por considerar que el país no está en condiciones de realizar un proceso electoral adecuado luego del descubrimiento de los casos de corrupción.
En medio de rumores de que habría abandonado el país, Alejandro Sinibaldi anuncia que está en Guatemala, pero que no va a participar en los comicios del 6 de septiembre por considerar que el país no está en condiciones de realizar un proceso electoral adecuado luego del descubrimiento de los casos de corrupción.

### Candidatura Municipal
Fue declarado como candidato a la alcaldía metropolitana de la Ciudad de Guatemala en el período 2012-2016 por el Partido Patriota, siendo su principal rival el alcalde metropolitano Álvaro Arzú del partido Unionista. Según el conteo de votos del Tribunal Supremo Electoral de Guatemala, Sinibaldi quedó en tercer lugar, Álvaro Arzú fue nuevamente ganador.

### Ministro de Comunicaciones
El 15 de noviembre de 2011, el presidente electo general Otto Pérez Molina confirma a Alejandro Sinibaldi dentro de su gabinete de gobierno como Ministro de Comunicaciones, Infraestructura y Vivienda, siendo juramentado el 14 de enero de 2012 por el presidente de Guatemala.
El exministro de Comunicaciones fue investigado por defraudar millones de las arcas del estado de Guatemala. Después de la captura del MP por las fuerzas de la corrupción, esta viendo como se safa de los cargos imputados. Es un criminal. 
Dice que se enfocó el trabajo hacia las carreteras del país. En 2012 dio inicio a los programas como el de Carreteras Seguras y Carreteras Turísticas, logrando con ellos la construcción, rehabilitación y reconstrucción de las carreteras más importantes del país, contribuyendo directamente a la competitividad y economía del sector comercial, industrial y turístico. Dentro de su gestión a cargo del CIV en tres años, destaca la entrega de más de 40 proyectos de obra terminada; el ministerio cuenta con más de 420 frentes de trabajo a nivel nacional. Entre algunos de sus logros están:
- Los más de 500 nuevos kilómetros y la reparación y mantenimiento de más de 5,000 kilómetros de carreteras
- Construcción de 15 mil viviendas de todo el país, un 17 por ciento de viviendas fueron entregadas a los afectados del terremoto de San Marcos.
- Por medio del programa de apoyo a la infraestructura escolar se han construido 10 nuevos institutos, se han ampliado más de 100 centros educativos.
- Intercomunicación de frontera a frontera (Tecún Umán- Pedro de Alvarado)
- Intercomunicación puerto a puerto (Santo Tomás de Castilla-Puerto Quetzal)

## Caso de la Cooperacha
El 11 de junio de 2016, el Ministerio Público (MP) en conjunto con la Comisión Internacional contra la Impunidad en Guatemala (CICIG), giraron una orden de captura internacional en contra de Alejandro Sinibaldi Aparicio por los delitos de asociación ilícita y lavado de dinero durante su gestión como Ministro de Comunicaciones bajo el gobierno del expresidente Otto Pérez Molina.
Durante la conferencia de prensa que brindó la fiscal del MP, Thelma Aldana y el comisionado de la CICIG Iván Velásquez Gómez, se revelaron detalles del caso en el cual varios exministros del periodo 2012-2015 en el gobierno del Partido Patriota utilizaron recursos del estado para la compra ilícita de bienes que estaban destinados a ser regalos de cumpleaños para el entonces Presidente y Vicepresidenta. En suma dichas compras ascendieron a más de 33 millones de quetzales. 
Por el mismo caso también fueron señalados Ulises Noé Anzueto Girón y Manuel López Ambrosio, Exministros de la Defensa y Mauricio López Bonilla, exministro de gobernación.